# 크리미
크리미(Creamy)는 1989년 3월부터 시판된 해태음료의 우유 청량 음료이다. 코카콜라의 암바사, 롯데칠성의 밀키스에 이어 3번째로 출시된 상품이지만, 암바사와 밀키스에 밀려나서 단종되었다. 다른 제품들은 우유를 강조한 반면 크리미는 처음 시판 때 크림소다를 강조해 왔으며, 현재는 "우유의 부드러움과 탄산의 상쾌함의 조화된 신세대음료"란 슬로건을 내걸고 있다. 

## 용량
1.5L는 250ml에 비해 시중에서 찾기 어렵다.
- 250ml(캔)
- 1.5L(페트)

## 같이 보기
- 해태음료
- 암바사
- 밀키스